# Carlos Mendes Gomes
Carlos Mendes Gomes (Yeumbeul, 14 novembre 1998) è un calciatore senegalese con cittadinanza spagnola naturalizzato guineense, attaccante del Bolton e della nazionale guineense.

## Biografia
Nato in Senegal, si è trasferito da bambino con la famiglia a Lanzarote, in Spagna.

## Carriera

### Club
Cresciuto nei settori giovanili di Lanzarote, Getafe e Atlético Madrid, dopo essere andato a vivere in Inghilterra, a Salford, in quanto il padre riteneva che i figli potessero avere delle migliori opportunità a livello educativo, ha giocato a livello dilettantistico con il West Didsbury & Chorlton, militante in decima serie. Il 9 maggio 2018 viene tesserato dal Morecambe; dopo essere rimasto con gli Shrimps anche nelle due stagioni successive, il 26 giugno 2021 passa al Luton Town. Il 16 agosto 2022 viene ceduto in prestito al Fleetwood Town; dopo una buona stagione a livello individuale, il 24 luglio 2023 viene acquistato dal Bolton, con cui firma un triennale.

### Nazionale
Nel 2023 ha ricevuto la prima convocazione con la nazionale guineense, con cui ha esordito il 20 novembre, nella partita di qualificazione al Mondiale 2026 vinta per 0-1 contro Gibuti.
Ha partecipato alla Coppa delle nazioni africane 2023.

## Statistiche

### Presenze e reti nei club
Statistiche aggiornate all'8 dicembre 2023.
| Stagione          | Squadra           | Campionato        | Campionato | Campionato | Coppe nazionali | Coppe nazionali | Coppe nazionali | Coppe continentali | Coppe continentali | Coppe continentali | Altre coppe | Altre coppe | Altre coppe | Totale | Totale |
| Stagione          | Squadra           | Comp              | Pres       | Reti       | Comp            | Pres            | Reti            | Comp               | Pres               | Reti               | Comp        | Pres        | Reti        | Pres   | Reti   |
| ----------------- | ----------------- | ----------------- | ---------- | ---------- | --------------- | --------------- | --------------- | ------------------ | ------------------ | ------------------ | ----------- | ----------- | ----------- | ------ | ------ |
| 2018-2019         | Morecambe         | FL2               | 15         | 0          | FACup+CdL       | 0+1             | 0               | -                  | -                  | -                  | EFLT        | 3           | 0           | 19     | 0      |
| 2019-2020         | Morecambe         | FL2               | 16         | 2          | FACup+CdL       | 0+0             | 0               | -                  | -                  | -                  | EFLT        | 2           | 0           | 18     | 2      |
| 2020-2021         | Morecambe         | FL2               | 43+3       | 15+1       | FACup+CdL       | 3+3             | 0               | -                  | -                  | -                  | EFLT        | 2           | 0           | 54     | 16     |
| Totale Morecambe  | Totale Morecambe  | Totale Morecambe  | 74+3       | 17+1       |                 | 7               | 0               |                    | -                  | -                  |             | 7           | 0           | 91     | 18     |
| 2021-2022         | Luton Town        | FLC               | 9+1        | 0          | FACup+CdL       | 3+1             | 1+0             | -                  | -                  | -                  | -           | -           | -           | 14     | 1      |
| ago. 2022         | Luton Town        | FLC               | 0          | 0          | FACup+CdL       | 0+1             | 0+1             | -                  | -                  | -                  | -           | -           | -           | 1      | 1      |
| Totale Luton Town | Totale Luton Town | Totale Luton Town | 9+1        | 0          |                 | 5               | 2               |                    | -                  | -                  |             | -           | -           | 15     | 2      |
| ago. 2022-2023    | Fleetwood Town    | FL1               | 32         | 7          | FACup+CdL       | 3+1             | 1+0             | -                  | -                  | -                  | EFLT        | 2           | 1           | 38     | 9      |
| 2023-2024         | Bolton            | FL1               | 7          | 0          | FACup+CdL       | 2+2             | 0               | -                  | -                  | -                  | EFLT        | 2           | 2           | 13     | 2      |
| Totale carriera   | Totale carriera   | Totale carriera   | 122+4      | 25         |                 | 19              | 3               |                    | -                  | -                  |             | 11          | 3           | 156    | 31     |

### Cronologia presenze e reti in nazionale
| Cronologia completa delle presenze e delle reti in nazionale ― Guinea-Bissau | Cronologia completa delle presenze e delle reti in nazionale ― Guinea-Bissau | Cronologia completa delle presenze e delle reti in nazionale ― Guinea-Bissau | Cronologia completa delle presenze e delle reti in nazionale ― Guinea-Bissau | Cronologia completa delle presenze e delle reti in nazionale ― Guinea-Bissau | Cronologia completa delle presenze e delle reti in nazionale ― Guinea-Bissau | Cronologia completa delle presenze e delle reti in nazionale ― Guinea-Bissau | Cronologia completa delle presenze e delle reti in nazionale ― Guinea-Bissau |
| Data                                                                         | Città                                                                        | In casa                                                                      | Risultato                                                                    | Ospiti                                                                       | Competizione                                                                 | Reti                                                                         | Note                                                                         |
| ---------------------------------------------------------------------------- | ---------------------------------------------------------------------------- | ---------------------------------------------------------------------------- | ---------------------------------------------------------------------------- | ---------------------------------------------------------------------------- | ---------------------------------------------------------------------------- | ---------------------------------------------------------------------------- | ---------------------------------------------------------------------------- |
| 20-11-2023                                                                   | Il Cairo                                                                     | Gibuti                                                                       | 0 – 1                                                                        | Guinea-Bissau                                                                | Qual. Mondiali 2026                                                          | -                                                                            | 73’                                                                          |
| 6-1-2024                                                                     | Bamako                                                                       | Mali                                                                         | 6 – 2                                                                        | Guinea-Bissau                                                                | Amichevole                                                                   | -                                                                            | 65’                                                                          |
| 13-1-2024                                                                    | Abidjan                                                                      | Costa d'Avorio                                                               | 2 – 0                                                                        | Guinea-Bissau                                                                | Coppa d'Africa 2023 - 1º turno                                               | -                                                                            | 67’                                                                          |
| 18-1-2024                                                                    | Abidjan                                                                      | Guinea Equatoriale                                                           | 4 – 2                                                                        | Guinea-Bissau                                                                | Coppa d'Africa 2023 - 1º turno                                               | -                                                                            | 64’                                                                          |
| 22-1-2024                                                                    | Abidjan                                                                      | Guinea-Bissau                                                                | 0 – 1                                                                        | Nigeria                                                                      | Coppa d'Africa 2023 - 1º turno                                               | -                                                                            | 46’                                                                          |
| Totale                                                                       |                                                                              | Presenze                                                                     | 5                                                                            |                                                                              | Reti                                                                         | 0                                                                            |                                                                              |